# 佩雷斯·希爾頓
佩雷斯·希爾頓（本名，1978年3月23日—）是美國的一位部落格作者、專欄作家和電視主持人。他的部落格內容專門報導名人緋聞，並以在名人照片上添加煽情的塗鴉而著稱。希爾頓出生在邁阿密，是一位古巴裔美國人，畢業於紐約大學。他一度在洛杉磯居住，但已在2013年搬回紐約。他是一位已經出櫃的同性戀者。